# Хрустальова
Хрустальова (крим. Hrustalöva), розмовне Хрусталі — мікрорайон на південь від центра міста Севастополя, у Ленінському районі, по однойменній вулиці Хрустальова.